# She Asked for Trouble
She Asked for Trouble è un cortometraggio muto del 1912 diretto da Hay Plumb.
Si conoscono pochi dati del film che, prodotto dalla Hepworth, fu distrutto nel 1924 dallo stesso produttore, Cecil M. Hepworth. Fallito, in gravissime difficoltà finanziarie, il produttore pensò in questo modo di per poter almeno recuperare il nitrato d'argento della pellicola.

## Trama
Una moglie mette in scena una finta morte; il marito, allora, finge di avere un'amante.

## Produzione
Il film fu prodotto dalla Hepworth.

## Distribuzione
Distribuito dalla Hepworth, il film - un cortometraggio di 206 metri - uscì nelle sale cinematografiche britanniche nel luglio 1912.